# Francs
Francs is een gemeente in het Franse departement Gironde (regio Nouvelle-Aquitaine) en telt 201 inwoners (2004). De plaats maakt deel uit van het arrondissement Libourne.

## Geografie
De oppervlakte van Francs bedraagt 6,6 km², de bevolkingsdichtheid is 30,5 inwoners per km².
De onderstaande kaart toont de ligging van Francs met de belangrijkste infrastructuur en aangrenzende gemeenten.

## Demografie
Onderstaande figuur toont het verloop van het inwonertal (bron: INSEE-tellingen).

1. ↑  Populations de référence 2022.